# Monseigneur Frencken College
Het Monseigneur Frencken College (MFC) is een katholieke Nederlandse school in Oosterhout (Noord-Brabant). Het is een school voor vwo en havo met ruim 1400 leerlingen en ongeveer 130 medewerkers. De school is genoemd naar mgr. Franciscus Frencken.

## Geschiedenis
De school werd in 1953 als jongensschool opgericht door de Broeders van Huijbergen en is sinds 1956 een school voor jongens en meisjes.
Het schoolgebouw kreeg in 1999 een nieuwe vleugel met daarin een aula, ICT-voorzieningen en een mediatheek, verdere uitbreidingen vonden plaats in 2006 en 2007. In 2007 was de bouw van een nieuw noodgebouw noodzakelijk nadat de oude noodgebouwen waren afgebrand.
In 2013 kwam de school negatief in het nieuws omdat een leerling een erotisch verhaal had geschreven over een medeleerling en verspreid via whatsapp aan klasgenoten.
Vanaf begin 2018 tot en met begin 2020 vond nieuwbouw plaats waarbij de oude gebouwdelen gesloopt werden en de vleugel uit 1999 een renovatie onderging. De aansluitende nieuwe vleugel in het Luwelpark is energieneutraal. Er in bevindt zich onder andere een auditorium. De ruimtenood werd met de nieuwbouw niet opgelost; in 2023 bleek een nieuw tijdelijk gebouw noodzakelijk.

## Omvang en kwaliteit
Het Mgr. Frencken College is de grootste school van Oosterhout. Het scoort volgens de onderwijsinspectie hoog op de zogenoemde kwaliteitskaarten: 'leerresultaten', 'onderwijs en leren' en 'zorg voor kwaliteit'.

## Bekende oud-leerlingen
- Jac Bico, gitarist The Analogues
- Josine van Dalsum, televisieactrice
- Paulien van Doormalen, badmintonspeelster
- Lisa van Ginneken, lid Tweede Kamer voor D66
- Saskia van Huijgevoort, radiopresentator Omroep Brabant
- Kaz Lux, zanger Brainbox
- Paul van Keep, medeoprichter softwarebedrijf Exact
- Rogier van Oosterhout, presentator Omroep Brabant
- Malou Pheninckx, hockeyster
- Gom van Strien, lid Eerste Kamer voor de Partij voor de Vrijheid
- Ludwig Volbeda, striptekenaar